# لیدیا نات
لیدیا نات (انگلیسی: Lydia Knott; ۱ اکتبر ۱۸۶۶ – ۳۰ مارس ۱۹۵۵) بازیگر اهل کشور ایالات متحده آمریکا بود. او بین سال‌های ۱۹۱۴ تا ۱۹۳۷ در بیش از ۹۰ فیلم ظاهر شد.
از فیلم‌ها یا برنامه‌های تلویزیونی که وی در آن نقش داشته‌است می‌توان به زن پاریسی اشاره کرد.